# Доисторическая Греция
Доистори́ческая Гре́ция — хронологический период в истории Греции со времён палеолита и до возникновения элладской цивилизации.

## Хронология
А. Материковая Греция в целом (в том числе Фессалия, центральная Греция и Пелопоннес). Приведённые ниже даты — калиброванная хронология.
- Докерамический неолит — около 6800—6500 гг. до н. э.
- Ранний неолит около 6500—5800 гг. до н. э.
- Средний неолит около 5800—5300 гг. до н. э.
- Поздний неолит около 5300—4500 гг. до н. э.
- Конечный неолит около 4500—3200 гг. до н. э.

В. Хронология пещеры Франхти. Приведённые ниже даты не калиброваны, то есть основаны на радиоуглеродной датировке и не сопоставлены с данными соседних археологических культур ввиду их отсутствия. Даты приводятся с формулировкой «b.p.» («до настоящего времени», под которым условно понимается 1950 г. н. э.).
- Палеолит около 25000—10300 b.p.
- Мезолит около 10300—8000 b.p.
- Докерамический неолит 8000—7700 b.p.
- Ранний неолит около 7700—7000 b.p.
- Средний неолит около 7000—6500 b.p.
- Поздний неолит около 6500—5700 b.p.
- Конечный неолит около 5700—4600 b.p.[1]

## Нижний и средний палеолит
На памятнике Кипариссия 4, который находится в номе Мегалополис на территории буроугольного рудника и датируется возрастом примерно 700 тыс. л. н., найдены каменные артефакты нижнего палеолита.
Череп из пещеры Петралона (Халкидонский полуостров) предположительно вида Homo heidelbergensis датируется возрастом 150—250 тыс. лет (Grun, 1996) или 200—700 тыс. лет (Hennig et al., 1980).
Возраст местонахождения Маратуса 1 у города Мегалополис на полуострове Пелопоннес — между 300 и 600 тыс. лет (средний плейстоцен). Hippopotamus antiquus с Маратусы 1 датируется между 500 и 400 тыс. л. н. Грудной позвонок бегемота со стоянки Маратуса 2 имеет признаки разделки человеком.
Древнейшие стоянки древнего человека на острове Лесбос датируются возрастом 500—200 тыс. лет назад.
Площадка Трипотамос 4 в номе Мегалополис, которая датируется возрастом примерно 400 тыс. л. н., характеризуется относительно большой концентрацией каменных орудий, которые представляют собой новые элементы в технике обработки камня по сравнению с более старыми местными памятниками, что делает это место важным этапом в технологических разработках позднего этапа нижнего палеолита. На стоянке Чореми 7, которая датируется возрастом примерно 280 тыс. л. н., каменная индустрия включает в себя типологические и технологические признаки среднего палеолита. Фаунистический комплекс памятника состоит в основном из фрагментов костей преимущественно оленей, некоторые из которых несут следы обработки человеком
Каменные орудия ашельской культуры найдены недалеко от деревни Плакиас на южном побережье острова Крит. Каменные орудия мустьерской культуры найдены на островах Наксос, Закинф, Лефкас и Кефалония.
В карстовом пещерном комплексе Апидима полуострове Ма́ни в номе Лакония на Пелопоннесе найдены два неполных черепа, обладающие рядом черт, свойственных ранним представителям неандертальской ветви. По уточнённым данным неандертальский череп Апидима 2 (ΛΑΟ1/Σ2) уран-ториевым методом датируется возрастом примерно 170 тысяч лет назад, второй череп Апидима 1 (ΛΑΟ1/Σ1), по мнению Хриса Стрингера и Катерины Гарвати, обладает рядом черт, характерных для ранних Homo sapiens (похож на египетский череп Назлет Хатер 2), и датируется возрастом около 210 тысяч лет назад. Французский антрополог М.-А. де Люмле описывает черепа из Апидимы как переходные между Homo erectus и неандертальцами.
В пещере Лаконис 1 в слое с индустрией, переходной от среднего к верхнему палеолиту (48—42 тыс. л. н.), найден зуб (левый нижний третий тавродонтный моляр) со специфическими неандертальскими признаками.
На территории Греции представлен ряд видов ранних гоминид, включая недавно обнаруженные останки неандертальца. Возможно, архаические гоминиды присутствовали и на Крите.

## Верхний палеолит
Верхний палеолит в Греции представлен граветтскими и эпиграветтскими памятниками.
Пещера Франхти является уникальным примером почти непрерывного проживания людей на одной территории в течение нескольких тысячелетий. Здесь обнаружены слои времён палеолита и мезолита.
Возраст искусственной стены в пещере Теопетра оценивается примерно в 23 тыс. лет, то есть она относится к эпохе палеолита и, возможно, является наиболее древним искусственным сооружением не только в Греции, но и в мире. Датировка искусственной стены, которая ограничивала вход в пещеру на две трети, выполнена методом оптического датирования. Возраст стены абсолютно точно совпадает с последним ледниковым периодом. Это может свидетельствовать о том, что стену построили обитатели пещеры, чтобы защититься от холода.

## Мезолит (9000—6500 гг. до н. э.)
Мезолитические памятники в материковой Греции малочисленны, хотя число открытых мезолитических памятников существенно выросло к концу XX — началу XXI века.
Длительное время считалось, что Крит в мезолите ещё не был заселён людьми. Относительно недавно на Крите была обнаружена мезолитическая культура Дамнони, а также ряд предположительно палеолитических памятников.
Обнаружено сходство между мезолитическими орудиями Ливари-Скиади и последующими неолитическими орудиями Крита.
У двух обитателей пещеры Теопетра, живших около 7500—7000 лет до н. э., определена митохондриальная гаплогруппа K1c.

## Неолит
На данный момент археологи сходятся в том, что большинство ранненеолитических культур (кроме линейно-ленточной керамики) проникли в Европу через Грецию, где засвидетельствовано их наиболее раннее присутствие в 7—6 тыс. до н. э. в то время, как на большей части Европы всё ещё господствовал мезолит местного происхождения.
Древнейшие поселения в Греции возникли на территории Фессалии (напр. Сескло, Аргисса-Магула, Ахиллейон). Поселенцы выращивали злаки (пшеницу и ячмень), а также разводили мелкий домашний скот. Наиболее ранние слои этих поселений соответствуют по культурному уровню докерамическому неолиту Ближнего Востока.
У неолитического фермера Kleitos 10 (ном Козани), жившего 4230–3995 лет до н. э., определили Y-хромосомную гаплогруппу G2a2a1a2-L91* и митохондриальную гаплогруппу K1a2. У представителя неолита Греции (Revenia), жившего 8,4—8,3 тыс. лет назад, выявлена митохондриальная гаплогруппа X2b.
На рубеже 4 и 3 тыс. до н. э. начинают возникать дома из самана, между которыми проложены дороги. В центрах поселений возводились крупные здания для вождей — «протодворцы». Наиболее характерными образцами неолитических поселений Греции являются Димини, Диспилио, Лерна и Сескло в материковой Греции, а также ранний слой Кносса на Крите.
В эпоху раннего-среднего неолита на территории Греции представлены в основном три комплекса археологических культур. Первые два пришли в Грецию из западной Анатолии:
- Старчево-Кришский (культуры Старчево-Криш, Винча, Димини, влияние на бутмирскую культуру) — вероятно, предки пеласгов.
- Карановский (прото-Сескло, Сескло, Караново, Неа-Никомедия, влияние на культуру Гумельница, возможно, также критский неолит).
- Короткоживущая культура пре-Сескло, напротив, пришла из западного Средиземноморья и связана с культурой кардиальной керамики[26].
- На позднем этапе неолита из западной Анатолии (Бейджесултан?) приходит новая группа культур (Анзабегово-Вршник, Дудешть, Боян (культура), Хаманджия, Гумельница и др.). Вероятно, с этой группой связано возникновение минойской цивилизации.

В 2022 году опубликовали митохондриальные гаплогруппы образцов греческого неолита: H, H46, H5, T2b23, H46, T2f, T2c1d1, T1a5, K1a1, K1a24, K1a4b, H, H, H1, J1c7, N1a1a1a3, K1a, H, K1a1, H, U8b1a1, K1a3a3, N1a1a1a, H, K1a4a1, T2b, J1c3j, K1a, U7b, K1a, U3b3, U4b3, K1a7, K1a7, K1a4a1, J1c1, K1a4, HV, H29, H29, J1c2, H5.

## Энеолит
В медном веке на территорию Греции начинают проникать носители индоевропейских языков. Носители культуры Коцофень (предшественники иллирийцев и мессапов) ассимилируют культуру Малик в Албании, а носители Усатовской культуры (по версии М. Гимбутас-Дж. Мэллори предки фригийцев, македонян и греков) постепенно проникают в материковую Грецию и ассимилируют пеласгов. С их появлением начинается Элладский период.